# Nyírmada
Nyírmada è un comune dell'Ungheria di 5 074 abitanti (dati 2006). È situato nella contea di Szabolcs-Szatmár-Bereg.